# Filaret Gumilewski

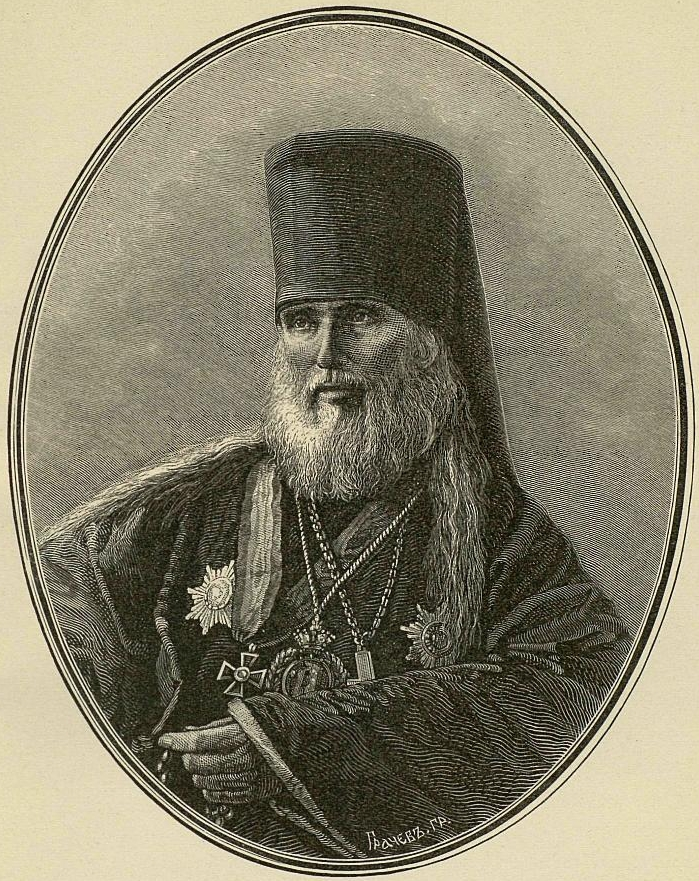
Filaret

Filaret Gumilewski (russisch Филарет Гумилевский, wiss. Transliteration Filaret Gumilevskij; * 23. Oktoberjul. / 4. November 1805greg.  als Dmitri Grigorjewitsch Gumilewski in Lesnoe Konobejewo, Gouvernement Tambow, Russisches Kaiserreich; † 21. August 1866 in Konotop) war ein russisch-orthodoxer Erzbischof, Kirchenhistoriker und Theologe.

## Leben
Filaret, Sohn eines Priesters, studierte an der Moskauer Geistlichen Akademie im Dreifaltigkeitskloster von Sergijew Possad und wurde 1835 Archimandrit und Rektor dieser Institution. 1841 wurde er zum Bischof in Riga und 1859 in Tschernigow ernannt. Während seiner Amtszeit in Riga nahmen Zehntausende von lettischen und estnischen Bauern aus dem Gouvernement Livland den orthodoxen Glauben an. Seine Hauptwerke sind die Orthodoxe Dogmatische Theologie (Православное догматическое богословие, 1864) und die Geschichte der Kirche Russlands (1847/1848), die beide in mehreren weiteren Auflagen erschienen und unter anderem von Makarius I. überarbeitet und erweitert wurden. Im Dezember 1857 wurde er Ehrenmitglied der Russischen Akademie der Wissenschaften in Sankt Petersburg.
Filaret wurde im Dreifaltigkeitskloster von Tschernihiw begraben.